# Capital One Arena
El Capital One Arena es un pabellón multideportivo y una zona de entretenimiento situado en Washington D. C., Estados Unidos. Su nombre proviene de su principal patrocinador, Capital One Financial. Desde su inauguración en 1997 hasta 2006 se le denominó MCI Center, otra empresa de telefonía que fue adquirida por la anterior. Popularmente se le llama también la Cabina de teléfonos, por su relación con el mundo de la telefonía.

## Historia
El pabellón abrió sus puertas el 2 de diciembre de 1997, en la zona del Chinatown de la capital estadounidense. Vino a reemplazar al US Air Arena, que se encontraba en las afueras de la ciudad. El Verizon Center fue el catalizador de la gentrificación del barrio chino capitalino, lo que forzó a muchos pequeños comercios chinos a cerrar sus puertas, algo que provocó fuertes polémicas entre la población oriental de la capital.

### Nombre
- MCI Center (1997–2006)
- Verizon Center (2006–2017)
- Capital One Arena (2017–presente)

## Aforo
El aforo total del Capital One Arena es de 20 356 espectadores para partidos de baloncesto, que se reduce a 18 277 cuando se utiliza como pista de Hockey sobre hielo o para partidos de lacrosse.

## Equipos
El pabellón es compartido por los siguientes equipos:
- Washington Wizards (NBA)
- Washington Mystics (WNBA)
- Washington Capitals (NHL)
- Georgetown Hoyas (NCAA)
- Washington Power (NLL)
- Washington Valor (AFL)

## Eventos
A lo largo de su corta historia ha albergado numerosos eventos, algunos sin relación con el deporte, como el circo Ringling Brothers and Barnum & Bailey Circus o infinidad de conciertos. En cuanto a lo deportivo, lo más destacable es:
- World Championship Wrestling (WCW), 1997-2000.
- Torneo de baloncesto de la NCAA, primera y segunda ronda, 1998, 2002 y 2008.
- Torneo de baloncesto de la NCAA, finales regionales, 2006.
- World Wrestling Entertainment (WWE), 2000, 2005, 2007, 2019.
- All-Star Game de la NBA, 2001.
- All-Star Game de la WNBA, 2002 y 2007.
- Campeonato del Mundo de Patinaje, 2003.
- Torneo de baloncesto masculino de la Atlantic Coast Conference (ACC), 2005.
- All Elite Wrestling (AEW), Primer episodio de la empresa (2019).

## Galería

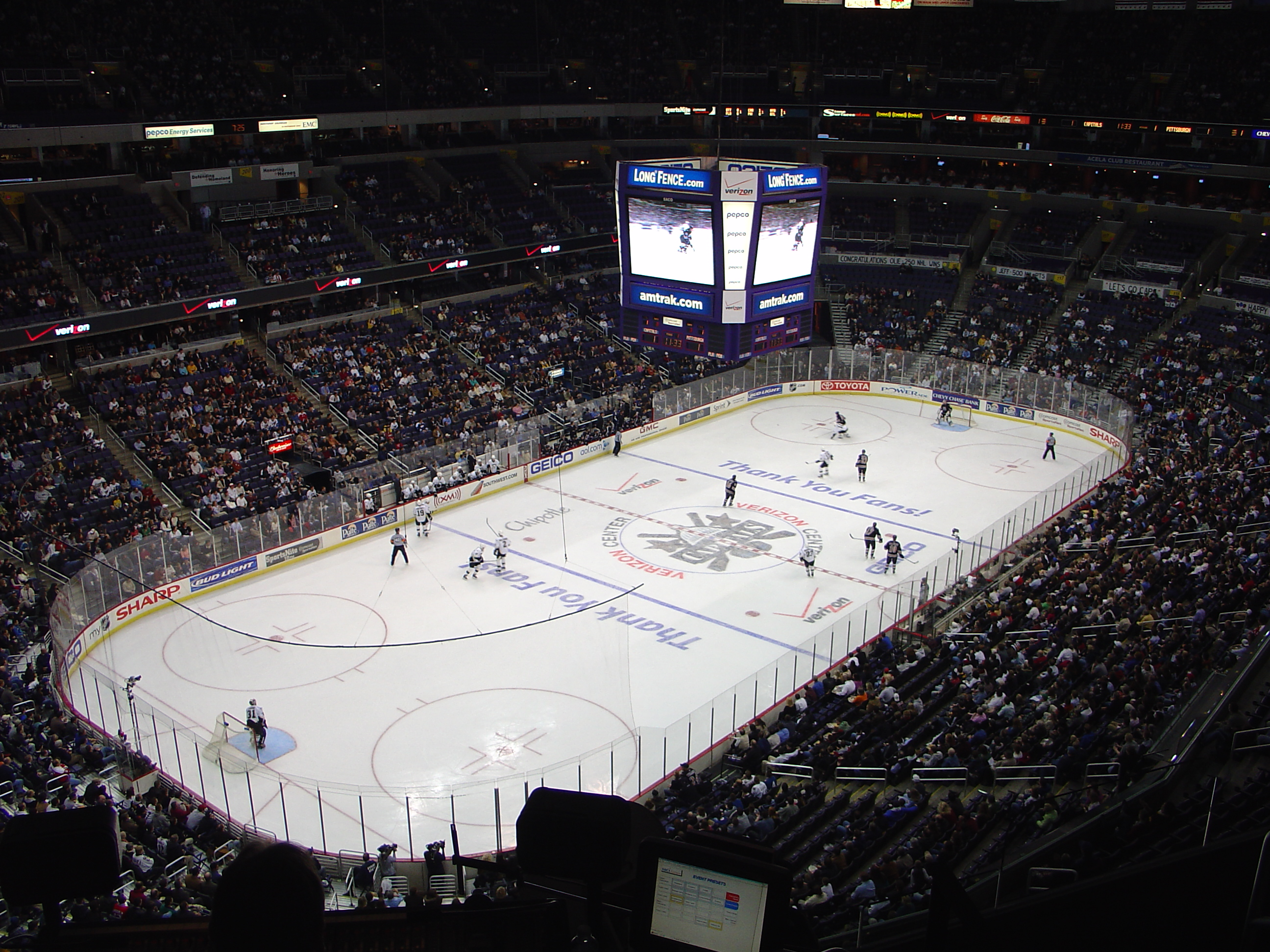
Partido de hockey de los Washington Capitals
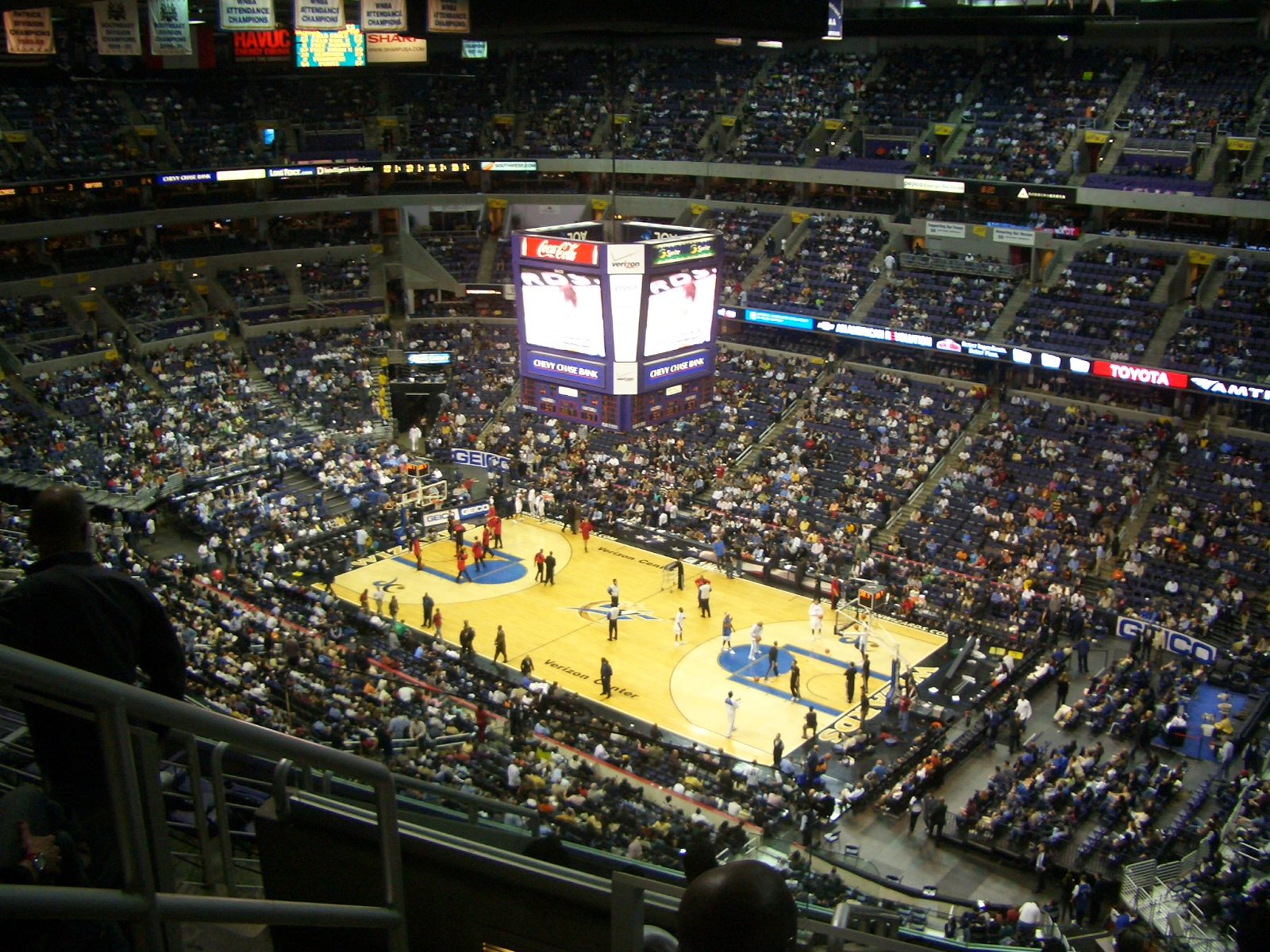
Verizon Center en un partido de Washington Wizards
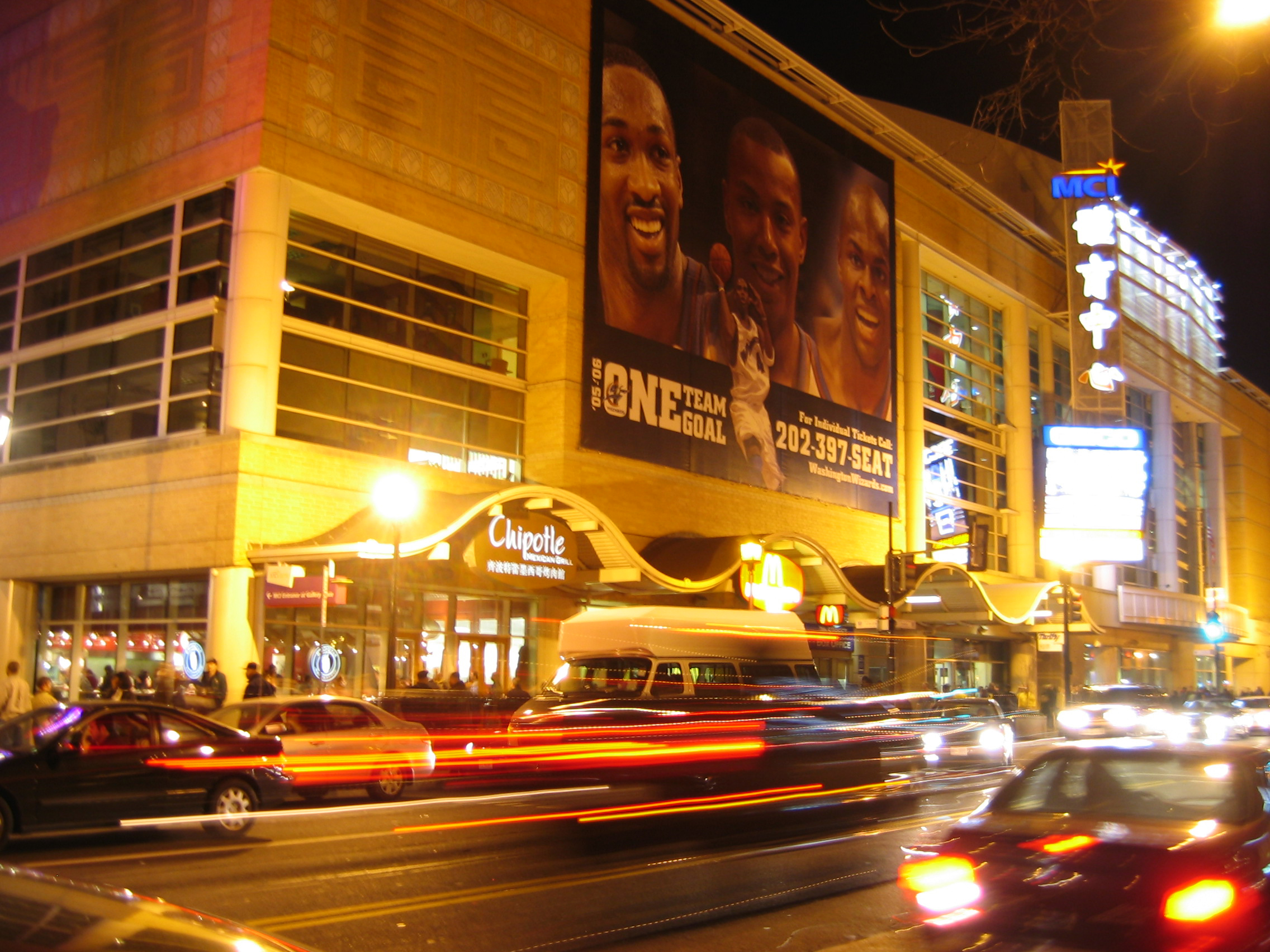
Entrada al pabellón
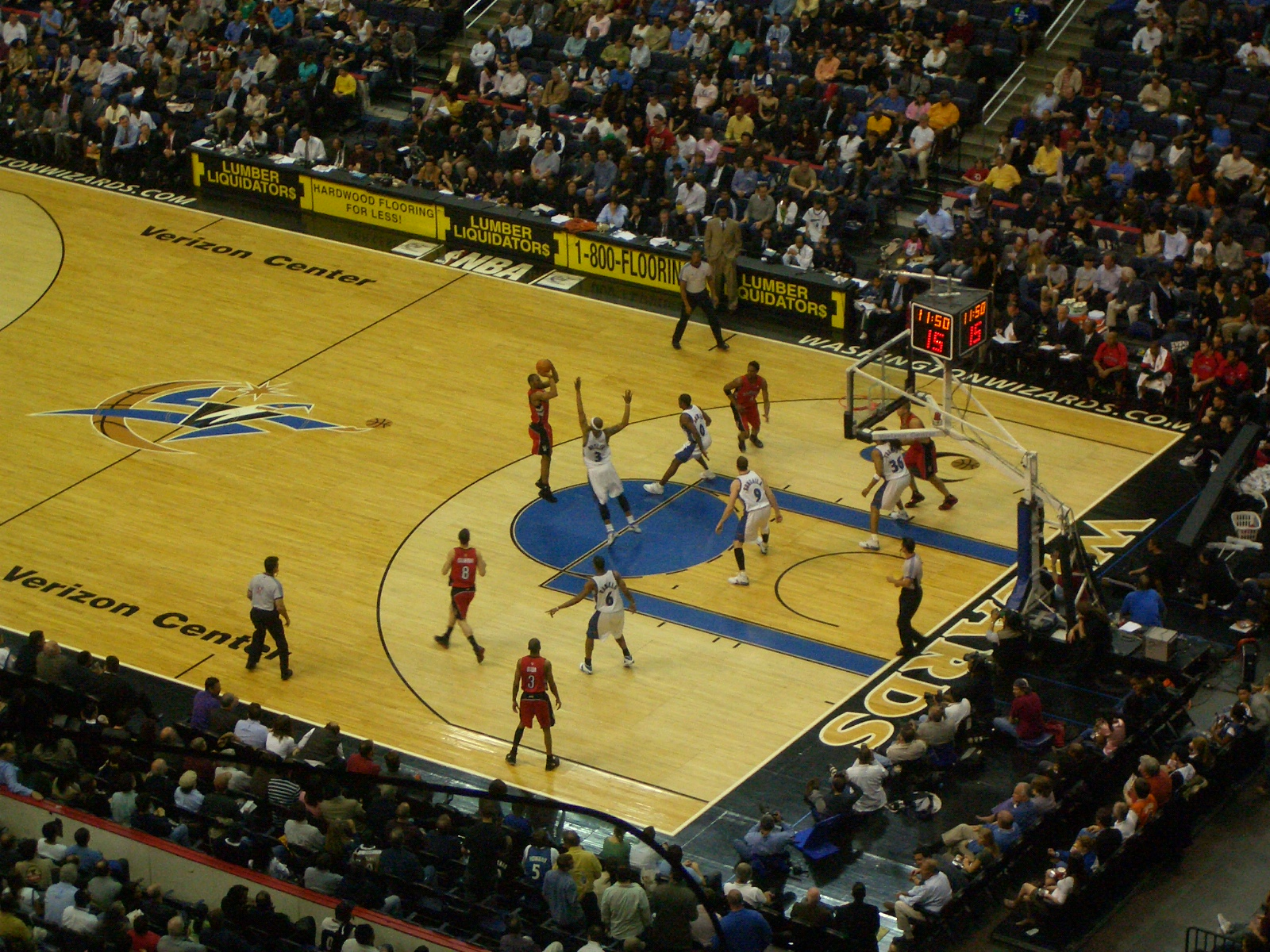
Washington Wizards contra Toronto Raptors, 30 de marzo de 2007